# Ével
Der Ével ist ein Fluss in Frankreich, der im Département Morbihan in der Region Bretagne verläuft. Er entspringt im Gemeindegebiet von Radenac, entwässert generell in südwestlicher Richtung und mündet nach rund 52 Kilometern beim Ort Banével, im Gemeindegebiet von Baud, als linker Nebenfluss in den Blavet.

## Orte am Fluss
- Réguiny
- Remungol
- Guénin
- Baud